# Huis van Stanisław Borek op de Wawel
Het Huis van Stanisław Borek op de Wawel (Pools: Dom Stanisława Borka na Wawelu) was een bouwwerk op de Wawelheuvel in Krakau.

## Beschrijving
Het renaissance gebouw is in de tweede helft van de 16e eeuw gebouwd voor Stanisław Borek (kanunnik, diplomaat en secretaris van Sigismund I van Polen) op een stuk grond dat aan hem in 1551 door Bona Sforza is geschonken. Het huis was twee verdiepingen hoog en had een vliering. Het gebouw is later overgenomen door de viscaris van de Wawelkathedraal, raakte in verval en werd rond 1848 op last van de Oostenrijkers gesloopt om ruimte te maken op de binnenplaats van het Koninklijke Kasteel van Wawel.

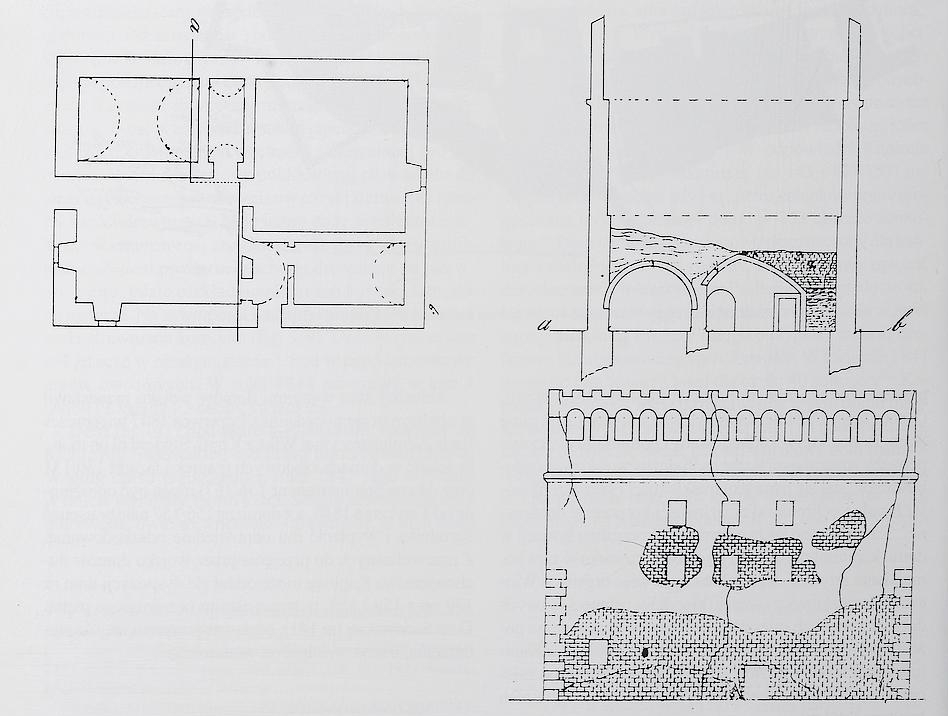
Bouwkundige tekening van het gebouw, 9 juni 1848